# Lisov
Lisov (německy Lissowa) je obec v okrese Plzeň-jih v Plzeňském kraji. Žije zde 139 obyvatel.

## Historie
První písemná zmínka o obci pochází z roku 1243.

## Obyvatelstvo
| Rok            | 1869 | 1880 | 1890 | 1900 | 1910 | 1921 | 1930 | 1950 | 1961 | 1970 | 1980 | 1991 | 2001 | 2011 | 2021 |
| -------------- | ---- | ---- | ---- | ---- | ---- | ---- | ---- | ---- | ---- | ---- | ---- | ---- | ---- | ---- | ---- |
| Počet obyvatel | 177  | 175  | 202  | 175  | 205  | 217  | 219  | 163  | 164  | 120  | 106  | 88   | 99   | 107  | 130  |
| Počet domů     | 30   | 33   | 34   | 34   | 39   | 41   | 47   | 53   | 37   | 36   | 31   | 33   | 40   | 37   | 52   |

## Obecní správa
Mezi lety 1869–1960 Lisov byl obcí v okrese Stříbro (1869–1930) a později v okrese Stod. V letech 1961–1990 patřil jako část obce ke Hradci a od 1. září 1990 je opět samostatnou obcí v okrese Plzeň-jih.

### Obecní symboly
Znak a vlajka byly obci uděleny rozhodnutím předsedy Poslanecké sněmovny Parlamentu České republiky dne 20. ledna 2005.

## Pamětihodnosti
- Usedlost čp. 16

## Významní rodáci
- Jan Roman Irving (1915–1997), pilot 311.československé bombardovací perutě RAF[8][9][10]

## Galerie

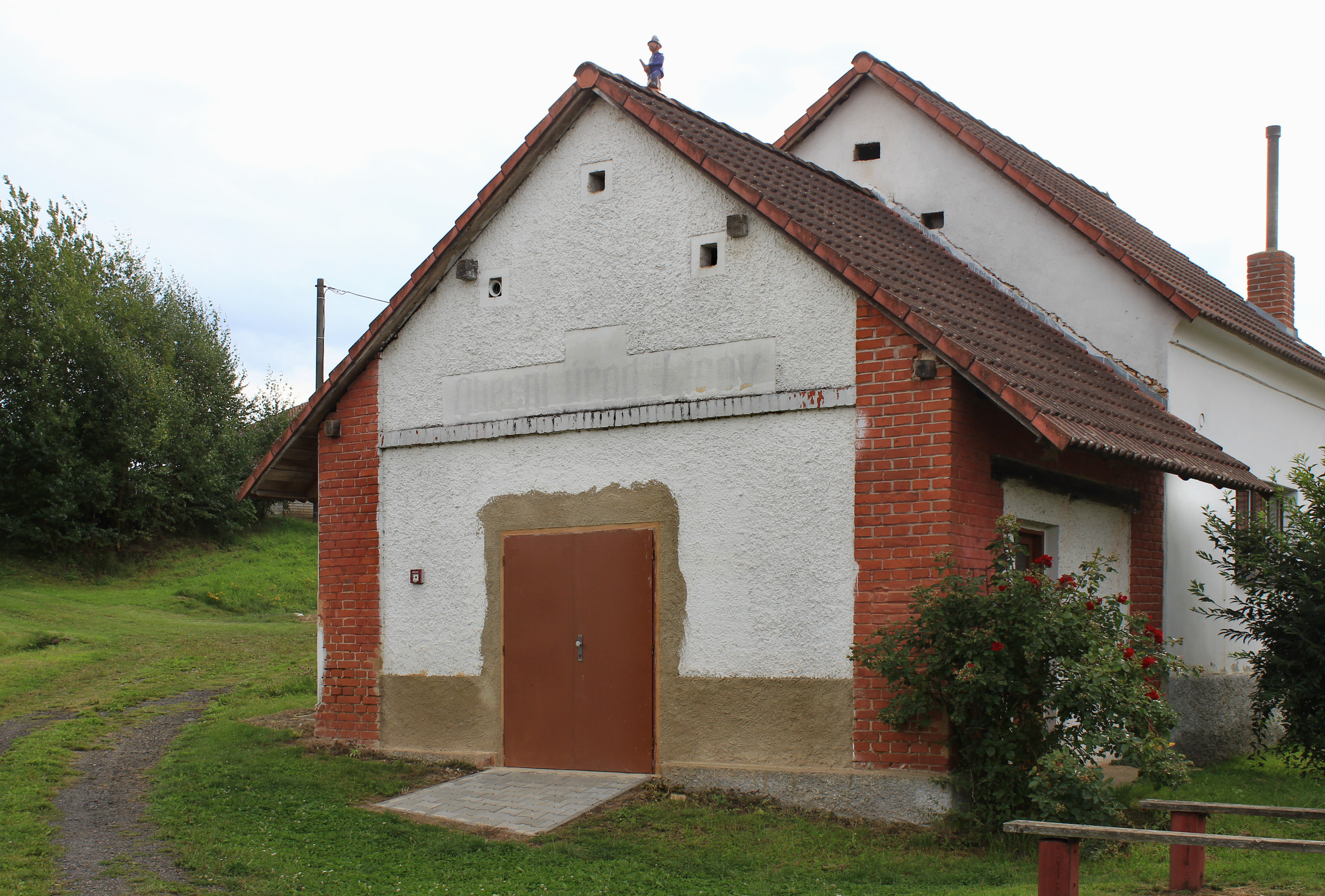
Bývalý obecní úřad
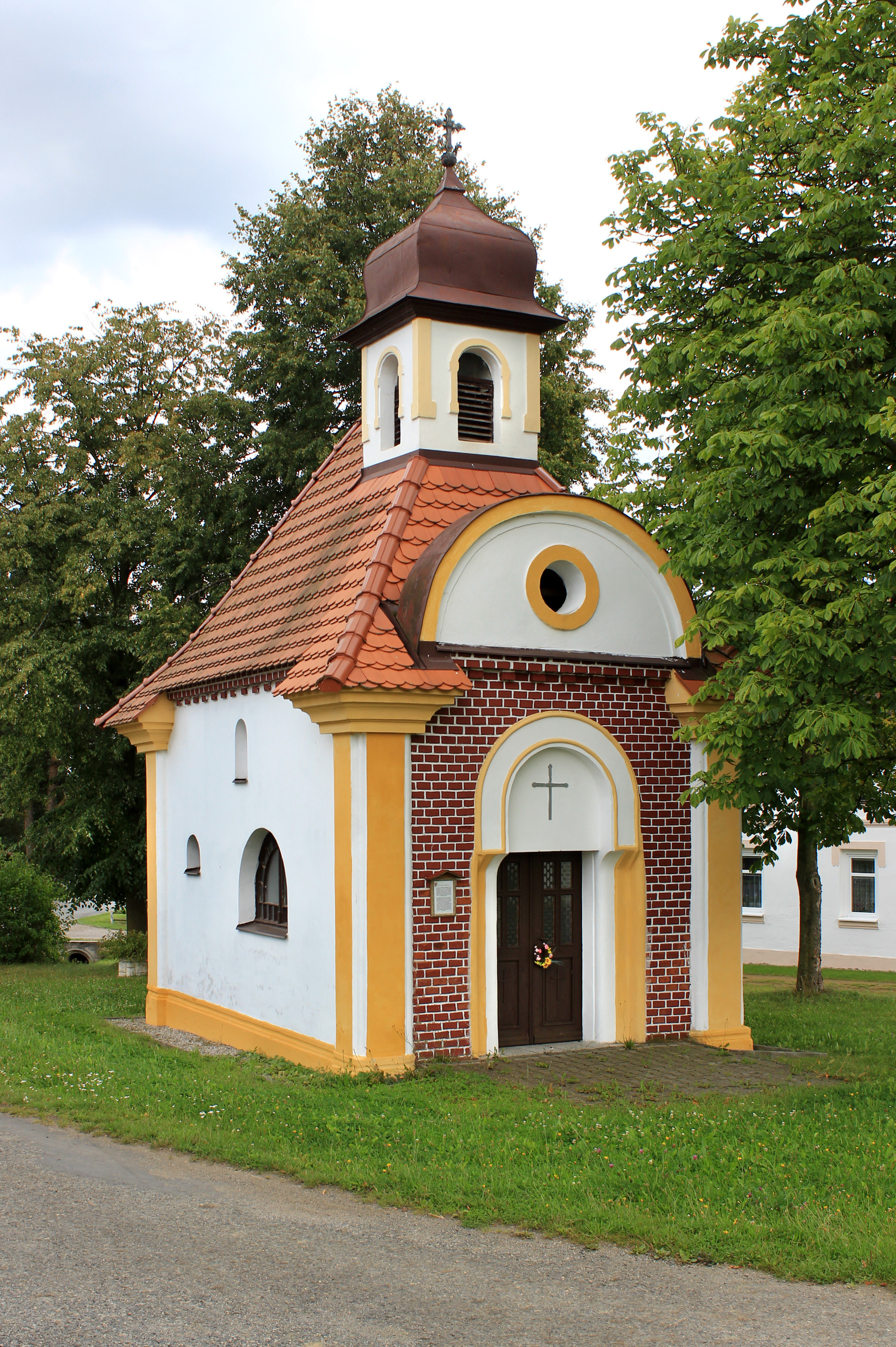
Kaple na návsi
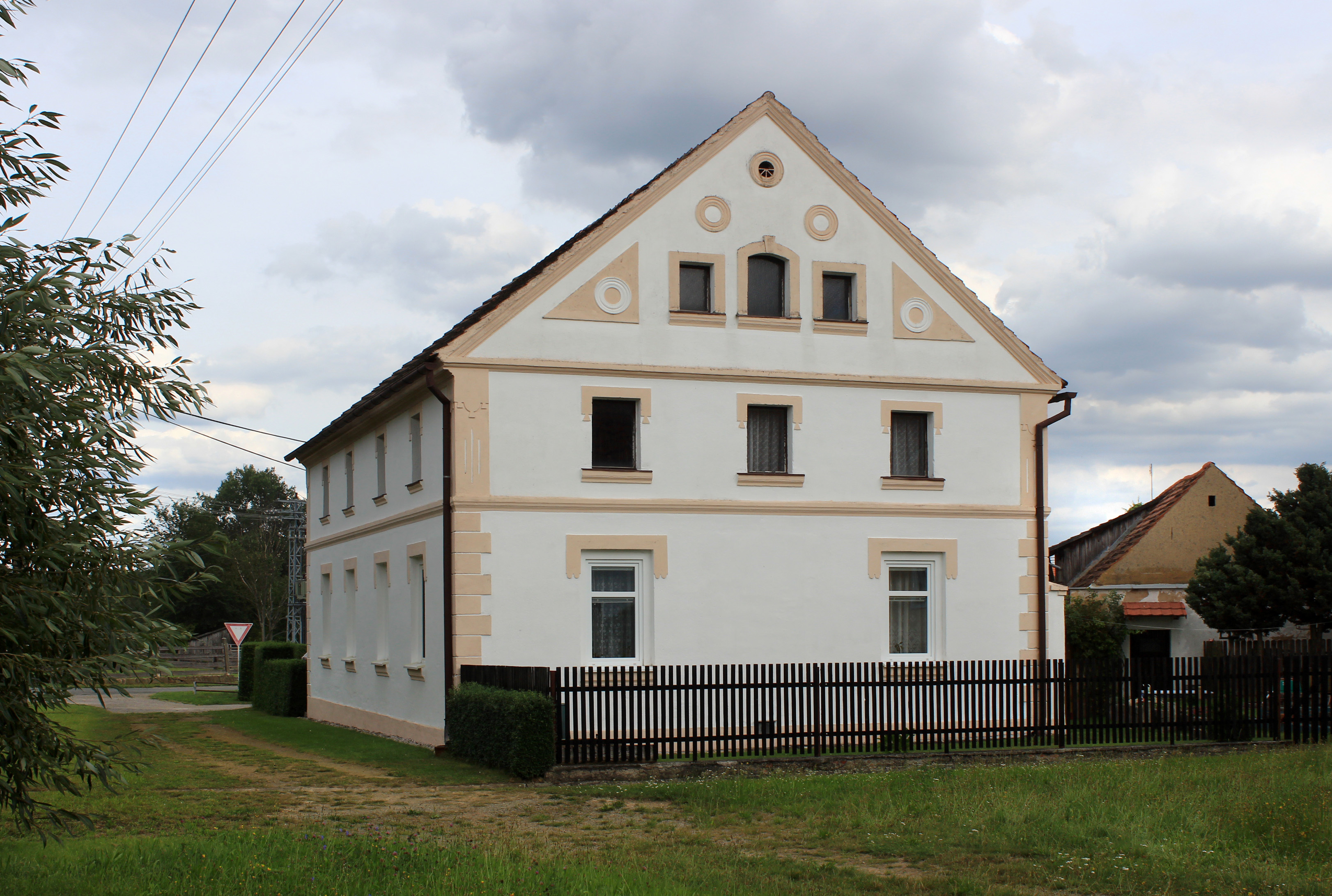
Dům čp. 17 na návsi